# Radisson Blu Hotel Lietuva

Luftbild (2023)

Radisson Blu Hotel Lietuva ist ein Vier-Sterne-Hotel mit der Marke Radisson Blu auf dem Konstitucijos-Prospekt in Šnipiškės der litauischen Hauptstadt Vilnius. Es war der erste Wolkenkratzer in Litauen. Die Projektautoren sind Algimantas Nasvytis und Vytautas Nasvytis.

## Geschichte
1963 projektierte man ein Hotel für Intourist, ehemals staatliche Monopol-Reiseagentur für den Auslandsfremdenverkehr in Sowjetunion. Im Projekt wurden 20 Stockwerke vorgesehen. Der Bau begann 1966 in Sowjetlitauen. 1967 wurden zusätzliche Stockwerke geplant. Erst 1972 setzte man den Bau fort. 1983 wurde das Hotel gebaut und bekam den Namen Lietuva (Litauen).
1997 privatisierte man das Hotel. Von 2002 bis 2003 gab es eine Rekonstruktion.
Ab 2003 hieß es Reval Hotel Lietuva. Seit 2010 ist es Radisson Blu Hotel Lietuva (der Hotelkette Radisson Hotel Group). 2017 wurde das Hotel „Radisson Blu Hotel Lietuva“ erweitert. Daneben entstand ein neues 8-stöckiges Gebäude. Es wurde mit Büro- und Handelsräumen ausgestattet. Das norwegische Unternehmen Linstow, das dieses Projekt entwickelte, investierte fast 16 Millionen Euro.